# Virbia rosenbergi
Virbia rosenbergi là một loài bướm đêm thuộc phân họ Arctiinae, họ Erebidae.